# デビッド・ロス (マジシャン)
デビッド・ロス（David Roth、1952年 - 2021年）は、コインマジックを専門としているニューヨーク出身のプロマジシャン。「コインマジックの分野では現代最高のマジシャン」と、マジック界のプロフェッサーであるダイ・バーノンが最大級の賛辞を贈ったほどのテクニックを持つ。
11歳のとき、両親から「ギルバート・マジック・セット」をプレゼントされ、それがきっかけとなりマジックのおもしろさに魅了された。その後17歳のときJ.B.ボウボウの「モダンコインマジック（Modern Coin Magic）」というコインマジックの辞典に出会ってコインマジック一筋になることを決意する。
1979年から1988年まで、ニューヨークにある玩具専門店、F.A.O.シュワルツでマジックのタネを売るディーラーをやっていた。これは、コインマジックだけを専門に見せていくだけでは当時は食べていけなかったからだといわれている。
また、コインマジックで用いられる「シャトル・パス（Shuttle Pass）」という技法の考案者。
代表作は「ウイングド・シルバー」、「ポータブルホール」、「チューニング・フォーク」など多数。

## 関連書籍
- David Roth's Expert Coin Magic
- Modern Coin Magic